# Amenemhet III
Amenemhet III, alternativ stavning är Amenemhat, var en fornegyptisk farao av den tolfte dynastin vars regeringstid var från 1853 till 1806/1805 f.Kr. Hans namn betyder "guden Amon är den främsta".
Amenemhet III var son till farao Senusret III. Han var först samregent med sin far. Två pyramider uppfördes under Amenemhet III:s regeringstid; den Svarta pyramiden i Dahshur nära huvudstaden Memfis och en annan pyramid i Hawara i Faijum. Gravtemplet till pyramiden i Hawara blev långt senare känd som Labyrinten. Det är omtvistat om hans efterträdare Amenemhet IV även var hans son.

## Utmärkelser
Asteroiden 5010 Amenemhêt är uppkallad efter honom.

## Galleri

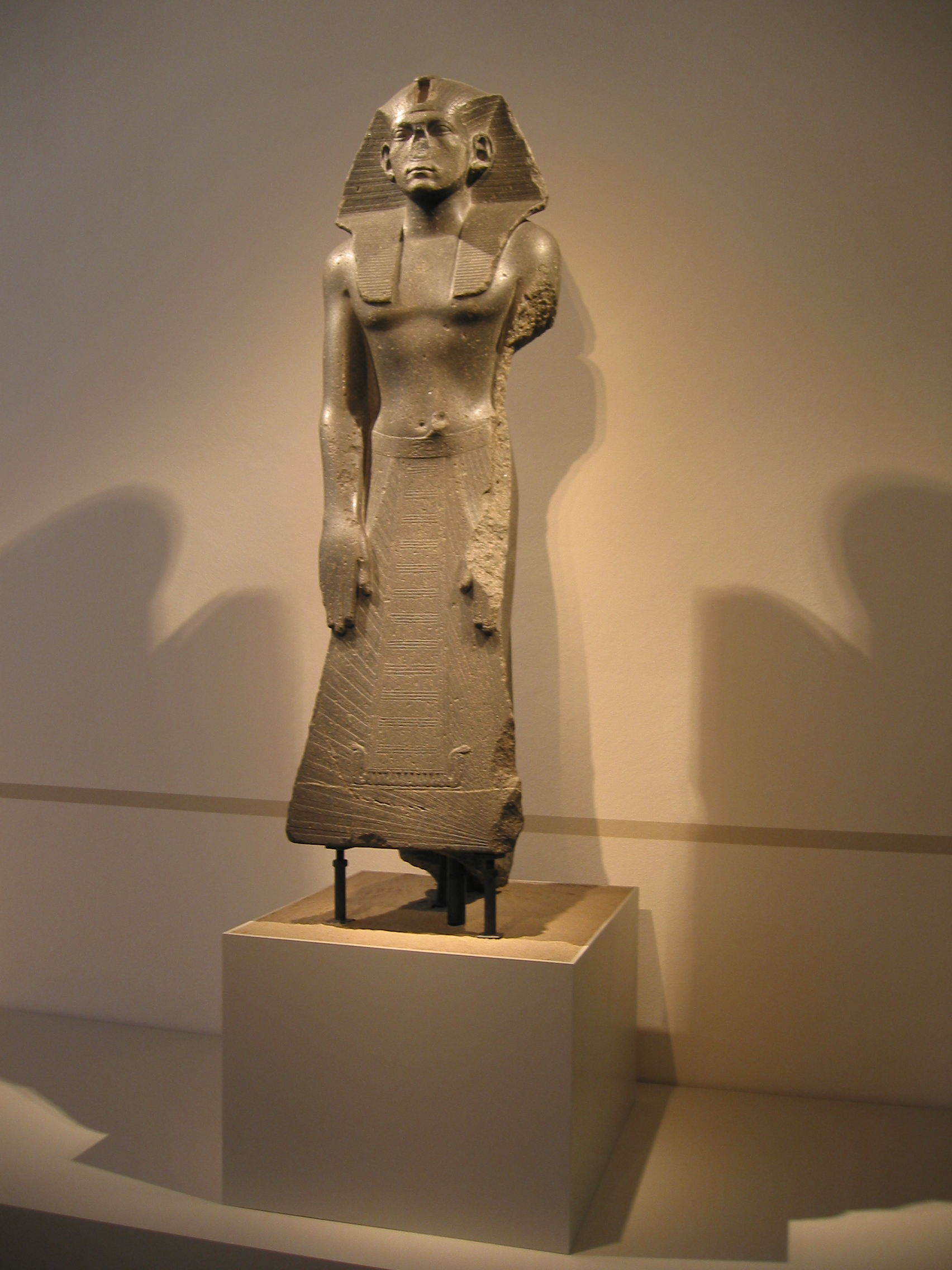
Staty av Amenemhet III